# 盘前睾平形吸虫
盘前睾平形吸虫（学名：Platynotrema praeorchis）为双腔科平形属的动物。分布于西伯利亚以及中国大陆的福建等地，营寄生生活，终末宿主大沙锥、金眶  、林鹬，寄生于肝脏以及胆管。